# Terrapin

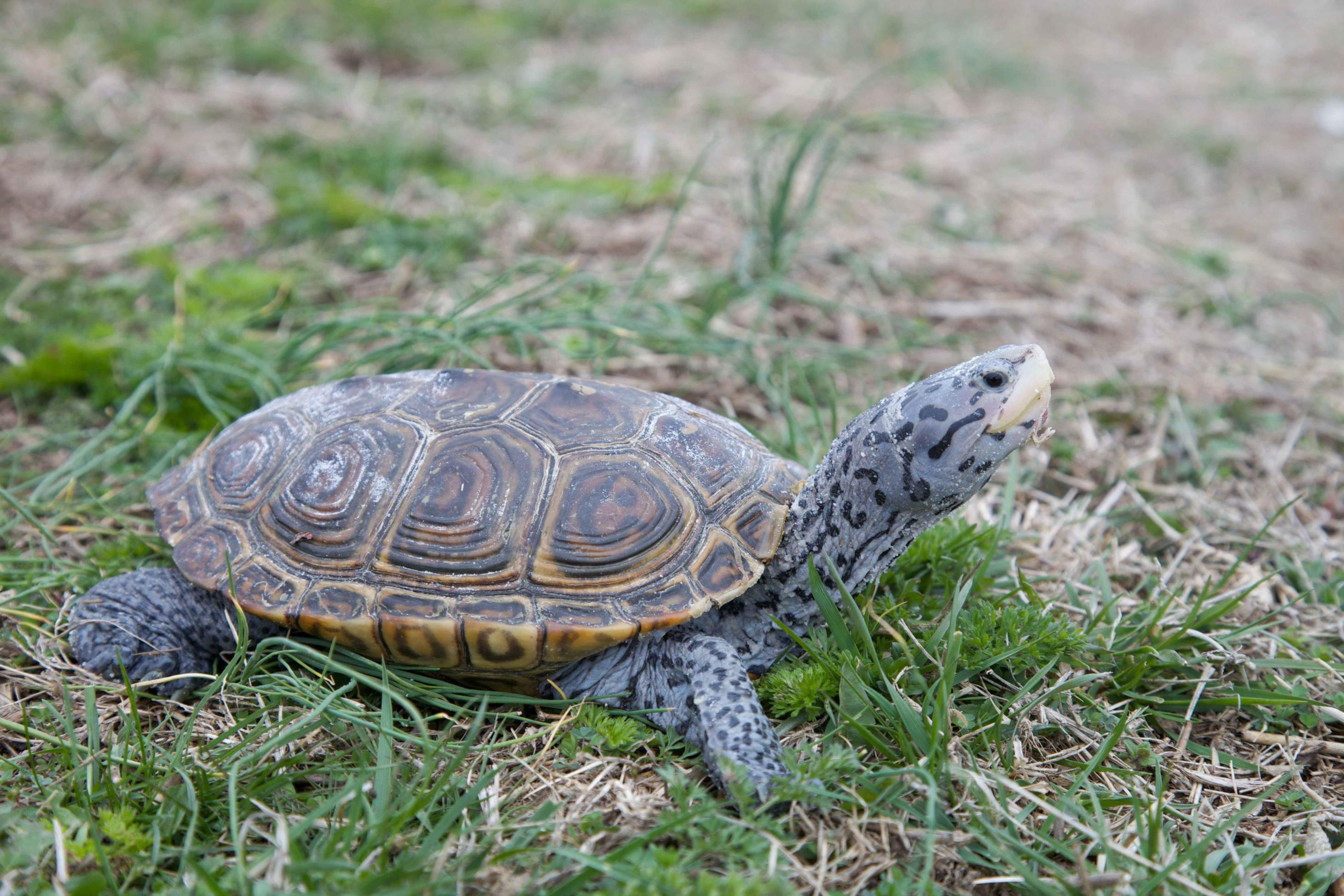
Malaclemys terrapin

Uma terrapin é uma das várias espécies pequenas de tartarugas (cágado) que vivem em água doce ou salobra. As terrapins não formam uma unidade taxonômica e podem não estar relacionadas. Muitas pertencem às famílias Geoemydidae e Emydidae.
O nome "terrapin" é derivado de torope, uma palavra no idioma algonquiano do nativo americano que se refere à espécie Malaclemys terrapin. É possível que o termo tenha se tornado parte do uso comum durante a era colonial da América do Norte e foi levado de volta à Grã-Bretanha. Desde então, tem sido usado em nomes comuns para tartarugas pequenas no idioma inglês.

## Espécies
As espécies de tartaruga com "terrapin" em seus nomes comuns em inglês incluem:
- Morenia ocellata, uma tartaruga da família Geoemydidae encontrada na Birmânia e possivelmente em Yunnan, China.
- Malaclemys terrapin, uma tartaruga da família Emydidae, nativa da América do Norte e Bermuda.
- Cágado-de-carapaça-estriada, Emys orbicularis, uma tartaruga da família Emydidae encontrada na Europa Central, Ásia Ocidental e partes do norte da África.
- Melanochelys trijuga, uma tartaruga da família Geoemydidae encontrada no sul da Ásia.
- Rhinoclemmys rubida, uma tartaruga da família geoemydidae, endêmica do México.
- Batagur baska, uma tartaruga criticamente ameaçada na família Geoemydidae, nativa do Camboja.
- Batagur borneoensis, uma tartaruga da família Geoemydidae, nativa de Brunei, Indonésia, Malásia e Tailândia.
- Tartaruga-de-orelha-vermelha, Trachemys scripta elegans, uma tartaruga do sul da América do Norte na família Emydidae.
- Pelusios sinuatus, uma tartaruga da família Pelomedusidae encontrada na África Austral.
- Pelusios seychellensis, uma espécie extinta de tartaruga da família Pelomedusidae.
- Siebenrockiella crassicollis, uma tartaruga da família Geoemydidae, nativa do sudeste da Ásia.
- Batagur affinis, uma tartaruga da família Geoemydidae nativa do Camboja.
- Mauremys caspica, uma tartaruga da família Geoemydidae (Bataguridae), nativa da região leste do Mediterrâneo.
- Trachemys scripta scripta, uma tartaruga da família Emydidae, nativa do sul da América do Norte.